# Шалаев, Сергей Васильевич
Сергей Васильевич Шалаев (род. 23 апреля 1959 года) — российский учёный-кардиолог, член-корреспондент РАН (2022).

## Биография
Родился 23 апреля 1959 года.
В 1987 году — защитил кандидатскую, в 1993 году — докторскую диссертации по кардиологии.
В 1995 году — присвоено учёное звание профессора по кафедре кардиологии.
С 2002 года — возглавляет кафедру кардиологии и кардиохирургии с курсом скорой медицинской помощи в Тюменском государственном медицинском университете.
До 2005 года — работал в филиале НИИ кардиологии Томского научного центра СО РАМН (г. Тюмень) руководителем научно-клинического отделения неотложной кардиологии, заместителем директора по научной работе.
С 2005 года — работает в Тюменской областной клинической больнице № 1, где работает по настоящее время в должности руководителя Центра сердца и сосудов.
В 2022 году — избран членом-корреспондентом РАН от Отделения медицинских наук.

## Научная деятельность
Член редакционных коллегий/советов журналов «Рациональная Фармакотерапия в Кардиологии», «Кардиология», «Атеросклероз и дислипидемии», «Фарматека"  и других.
Автор более 400 научных статей, автор/соавтор ряда монографий, учебных пособий по кардиологии.
Под его руководством защищено 11 докторских и 55 кандидатских диссертации по кардиологии.
Участвовал в более 50 международных рандомизированных контролируемых исследованиях в рамках II-III фаз клинический испытаний.
Член Профильных комиссий МЗ РФ по кардиологии, аритмологии.

## Награды
- Заслуженный деятель науки Российской Федерации (2006)[1]
- Медаль ордена "За заслуги перед Отечеством II степени" (2024)